# Селягин, Иван Николаевич
Ива́н Никола́евич Селя́гин (26 июля 1918, дер. Минино, Псковская губерния — 1990, Великие Луки, Псковская область) — полковник Советской Армии, участник Великой Отечественной войны, Герой Советского Союза (1945).

## Биография
Родился 26 июля 1918 года в деревне Минино (ныне — Великолукский район Псковской области). После окончания десяти классов школы работал бухгалтером в Великих Луках, занимался в аэроклубе. В 1938 году Селягин был призван на службу в Рабоче-крестьянскую Красную Армию. В 1940 году он окончил Ворошиловградскую военную авиационную школу пилотов. С мая 1943 года — на фронтах Великой Отечественной войны.
К марту 1945 года гвардии старший лейтенант Иван Селягин командовал эскадрильей 6-го гвардейского отдельного штурмового авиаполка 3-й воздушной армии 3-го Белорусского фронта. К тому времени он совершил 167 боевых вылетов на штурмовку скоплений боевой техники и живой силы противника, нанеся ему большие потери.
Указом Президиума Верховного Совета СССР от 18 августа 1945 года за «мужество и героизм, проявленные при нанесении штурмовых ударов по врагу», гвардии старший лейтенант Иван Селягин был удостоен высокого звания Героя Советского Союза с вручением ордена Ленина и медали «Золотая Звезда» за номером 8718.
После окончания войны Селягин продолжил службу в Советской Армии, был уволен в запас в звании полковника. Проживал и работал в Великих Луках. Умер в 1990 году, похоронен в Великих Луках.
Был награждён двумя орденами Ленина, двумя орденами Красного Знамени, орденами Александра Невского, Отечественной войны 1-й и 2-й степеней, Красной Звезды, рядом медалей.